# Rybník u Poběžovic
Rybník u Poběžovic  je rybník o rozloze vodní plochy 0,5 ha nalézající se asi 1 km východně od centra  obce Poběžovice u Holic - místní části města Holice v okrese Pardubice. Rybník se nalézá u silnice III. třídy č. 3057, po které vede cyklotrasa č. 4151 vedoucí z Podlesí do Žďáru nad Orlicí.
Rybník je využíván členy místní organizace Českého rybářského svazu pro sportovní rybolov. 

## Galerie

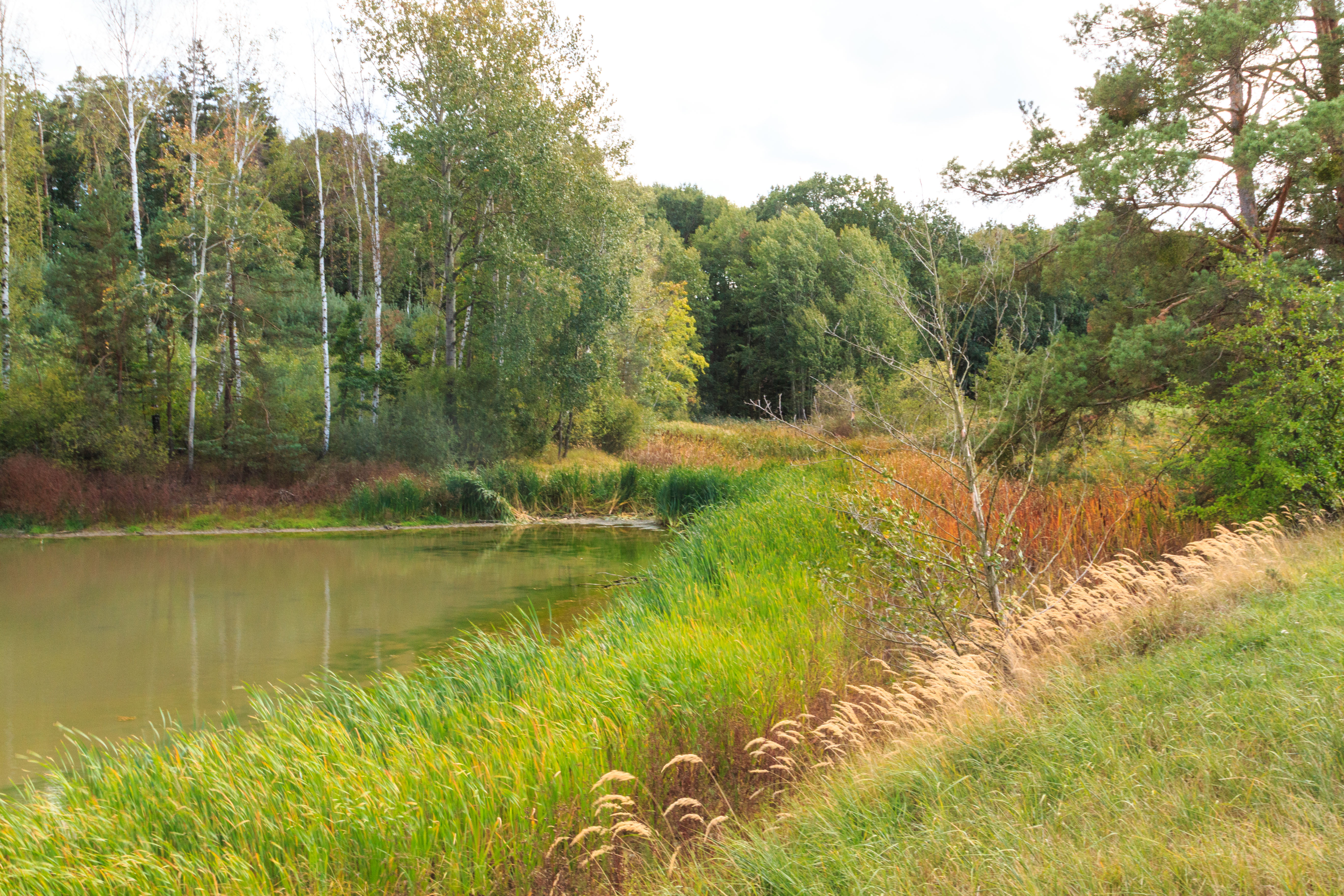
pohled na rybník u Poběžovic
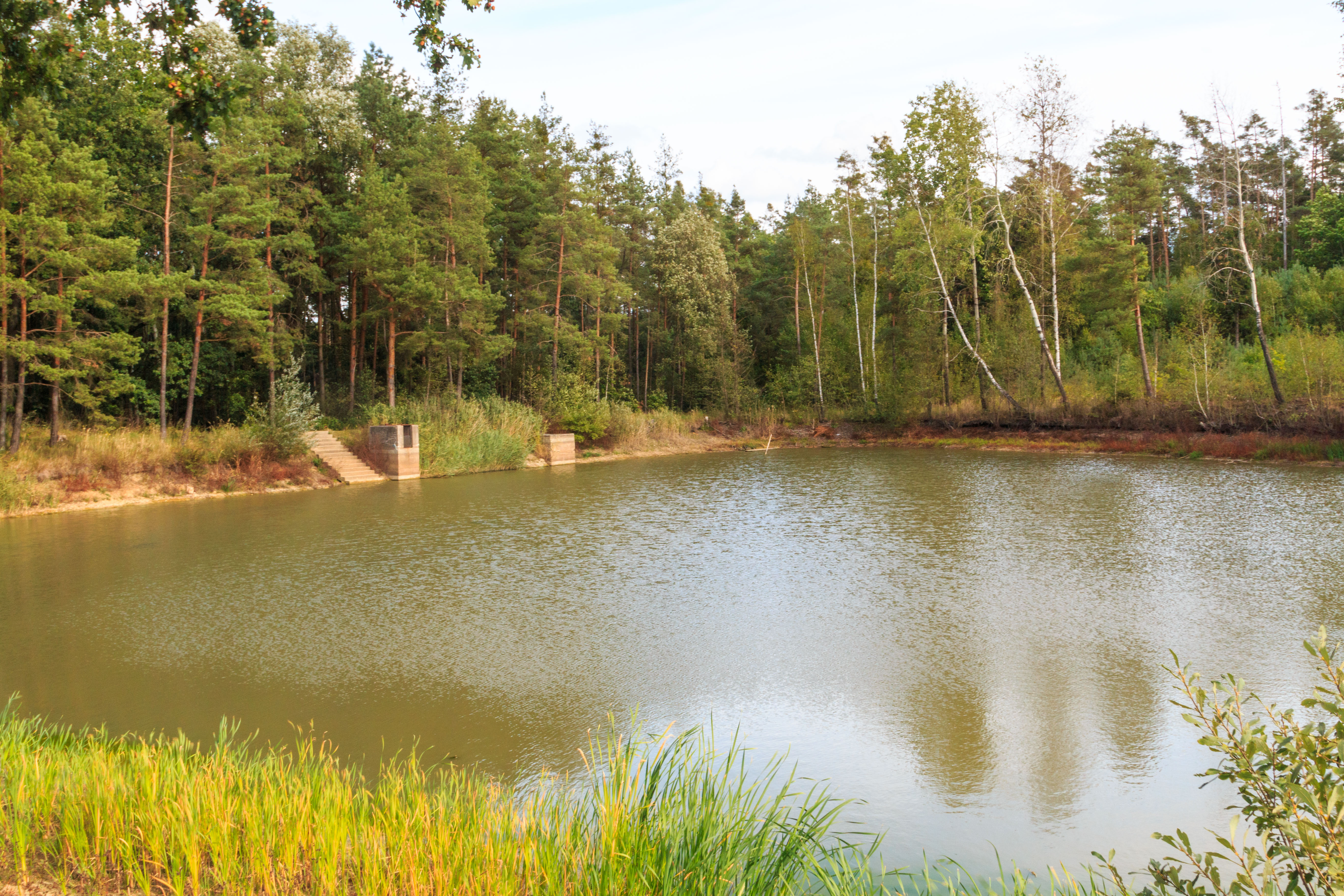
pohled na rybník u Poběžovic
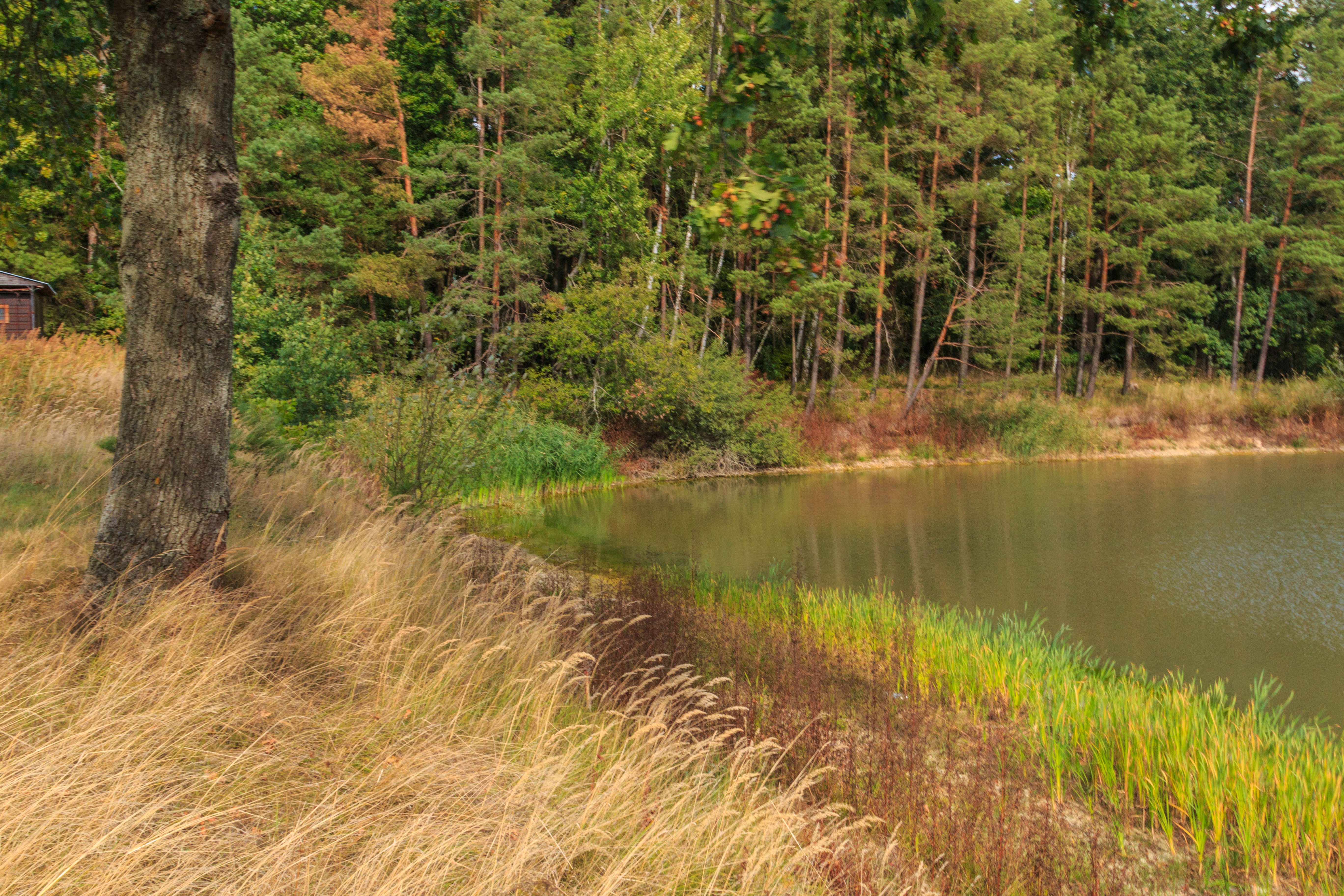
pohled na rybník u Poběžovic